# Romuald Koperski
Romuald Wincenty Koperski (ur. 5 kwietnia 1955 w Sopocie, zm. 23 listopada 2019 w Gdańsku) – polski podróżnik, pisarz, przewodnik po Syberii, pionier wypraw samochodowych po rozległych terenach Syberii, pilot samolotowy I klasy, dziennikarz reportażysta, fotograf, myśliwy, nurek oraz zawodowy muzyk pianista. Rekordzista Guinnessa. Autor książek: „Pojedynek z Syberią”, „Przez Syberię na gapę”, „1001 Obrazów Syberii”, „Syberia Zimowa Odyseja”,  „Ocean niespokojny”, wystaw fotograficznych i wielu publikacji poświęconych Syberii, którą wielokrotnie przemierzył na całej długości oraz szerokości geograficznej.
Wychował się i mieszkał w Gdańsku.

## Podróże
W 1994 przejechał z Zurychu do Nowego Jorku przez Syberię. Trasa tej pionierskiej wyprawy wiodła przez bezkresne obszary Syberii, Kanadę i Stany Zjednoczone. Fragmenty relacji z tej podróży opublikował w książce „Pojedynek z Syberią”. Warto dodać, że okoliczności wyprawy opisane w pierwszym wydaniu książki różnią się od kolejnych, m.in. w kolejnych wydaniach usunięto postaci towarzyszących Koperskiemu studentów i wyprawa przedstawiona została jako samotna.
Pomysłodawca oraz organizator czterech edycji rajdu samochodowego „Transsyberia”, w tym trwającego 39 dni najdłuższego i najtrudniejszego rajdu samochodowego na świecie „Transsyberia – Gigant 2004” na trasie Atlantyk – Pacyfik – Atlantyk, liczącego 30.000 km.
Odbył dziesiątki eksploracyjnych wypraw: m.in. Jakucja, Chakasja, Ałtaj, Buriacja, Czukotka, Kołyma, Góry Czerskiego, Momskie, Sajany, Chamar-Daban, Suntar-Chajata, polarne rejony Syberii, Mongolia.
W 1998 odbył samotny spływ pontonowy po najdłuższej wschodniosyberyjskiej rzece Lenie (długość 4500 km). Prawdziwość okoliczności tej wyprawy została zakwestionowana m.in. przez ks. Dariusza Sańko, który zorganizował spływ kajakowy Leną w 2003 roku, odkrywając przy tym że część relacji Koperskiego dotycząca przebiegu rzekomego spływu była niezgodna z faktami.
W 2002 Romuald Koperski zorganizował pięcioosobową wyprawę do Jakucji, w poszukiwaniu grobu Jana Czerskiego. W roku 2004 ruszył rajd samochodowy TRANSSYBERIA GIGANT na trasie Gdańsk-Magadan-Gdańsk trwający od 5 sierpnia do 15 września.
Odbył pionierską zimową wyprawę samochodową wzdłuż wybrzeża Oceanu Arktycznego. Badał trasy dojazdu do Cieśniny Beringa.
Pomysłodawca oraz kierownik najtrudniejszej w historii motoryzacji zimowej ekspedycji samochodowej. 12 stycznia 2008 Romuald Koperski, Marian Pilorz oraz Rosjanin Wiktor Makarowski wystartowali spod Wieży Eiffla na trasę The Great Expediton Of The Century-Lizbona-Paryż-Syberia-Nowy Jork, rajdu upamiętniającego setną rocznicę rajdu z 1908 z Nowego Jorku do Paryża. 3 marca 2008, po przebyciu 18 000 kilometrów, podróżnikom udało się dotrzeć do Jewgiekinotu (ros. Евгекинот). Jako pierwsi w historii motoryzacji spięli zachodnie krańce Eurazji ze wschodnimi. Dotychczas nikt nie dotarł dalej pojedynczym pojazdem. O tym wyczynie można przeczytać w książce „Syberia Zimowa Odyseja”.

## Inne dokonania
W styczniu 2010 wykonał najdłuższy koncert fortepianowy na świecie, trwający 103 godziny i 8 sekund. 10 marca 2010 Kapituła Księgi Rekordów Guinnessa, przyznała mu Certyfikat Nowego Rekordu Świata.
W marcu 2011 założył fundację swojego imienia – Fundację Romualda Koperskiego. Jej głównym celem jest poprawa wizerunku Polski w Rosji i Rosji w Polsce. 
Pomysłodawca i organizator Międzynarodowego Rajdu Samochodowego Kobiet „Yekaterina” na trasie Gdańsk – Sankt Petersburg – Murmańsk, którego pierwsza edycja odbyła się 11–20 czerwca 2011.
W lipcu 2013 podjął próbę samotnego pokonania łodzią wiosłową Oceanu Spokojnego pomiędzy rosyjskim portem Władywostok a leżącym na wybrzeżu Stanów Zjednoczonych San Francisco w ramach projektu „Trans-Pacyfik Solo 2013”. Dotąd żaden wioślarz samotnie i bez wsparcia nie pokonał Pacyfiku z kontynentu na kontynent. Odcinek oceanu pomiędzy Władywostokiem a San Francisco po linii długości geograficznej liczy 5400 mil morskich.
Na przełomie 2016 i 2017, w ciągu niespełna 78 dni przepłynął samotnie Atlantyk w łodzi wiosłowej „Pianista”. Rejs rozpoczął 31 października 2016 o godz. 14.50 UTC na Wyspach Kanaryjskich, ukończył w porcie Scarborough na wyspie Tobago 16.01.2017 r. o godz. 19.10 UTC po przepłynięciu przeszło 2700 Mm.
W związku z oświadczeniem lustracyjnym oraz informacją o nim zamieszczoną w mediach, dotyczącym pracy, pełnienia służby w organach bezpieczeństwa państwa, w rozumieniu ustawy z dnia 18 października 2006 r. o ujawnianiu informacji o dokumentach organów państwa z lat 1944–1990 oraz treści tych dokumentów (Dz. U z 2007 r. Nr 63, poz. 425, z późn. zm.) Romuald Koperski oświadcza, iż w latach 1979–1990 pracował, pełnił służbę w Zarządzie II Sztabu Generalnego Wojska Polskiego, w latach 1986–1990 (AWO) za granicą kraju. Jego służba w organach bezpieczeństwa państwa miała charakter wywiadowczy, związany tylko i wyłącznie ze sprawami wojskowymi. Nigdy nie był tajnym współpracownikiem Służby Bezpieczeństwa.
Kandydował do sejmiku pomorskiego w wyborach samorządowych w 2010 i na radnego Gdańska w wyborach w 2014 i 2018. W wyborach parlamentarnych w 2019 kandydował do Sejmu z listy SLD.

## Publikacje
- Pojedynek z Syberią (1996, ISBN 83-907349-1-5)
- 1001 Obrazów Syberii (1999, 8391189309)
- Przez Syberię na gapę (2001, ISBN 978-83-911893-2-0)
- Syberia: Zimowa Odyseja (2011, ISBN 978-83-932668-0-7)
- Ocean Niespokojny (2013, ISBN 978-83-932668-3-8)

## Nagrody i wyróżnienia
- Kolos w kategorii Podróże za samotny spływ syberyjską rzeką Leną i ciekawe przedstawienie życia mieszkańców (2000)[13]
- Nagroda Prezydenta Miasta Gdańska w Dziedzinie Kultury za wieloletnią niestrudzoną aktywność na wielu polach oraz podejmowanie niestandardowych inicjatyw promujących Gdańsk (2010)[14]